# Tirunelveli
Tirunelveli là một thành phố tại bang Tamil Nadu của Ấn Độ.